# Elektronische Geldbörse
Elektronische Geldbörsen (englisch: Electronic Purses, Intersector Electronic Purse – kurz IEP) ermöglichen die bargeldlose Offline-Zahlung meist ohne PIN kleiner Geldbeträge mittels Chipkarten. Sie wurden seit 1995 eingeführt, als Chips zusätzlich zum Magnetstreifen auf Zahlungskarten angebracht wurden. Elektronische Geldbörsen können auf allen Plastikkarten mit geeigneten Chips angebracht werden.
Die elektronische Geldbörse ist von so genannten Cyberwallets (auch E-Wallet) zu unterscheiden, die für Zahlungen im Internet verwendet werden und nicht an einen materiellen Träger (Karte) gebunden sind.

## Funktionsweise
Eine Elektronische Geldbörse arbeitet nach dem „Pay Before“-Modus, das zugrunde liegende Bezahlverfahren wird „Prepaid-Bezahlverfahren“ genannt. Zunächst erfolgt ihre Ladung an einem Ladeterminal mit einem Geldbetrag. Erst dann kann unter Zuhilfenahme von Zahlungsterminals bargeldlos gezahlt werden. Ladebeträge werden einem Pool-Konto gutgeschrieben, Zahlungsbeträge werden dem Pool-Konto angelastet. Dies ist jedoch nur möglich, wenn ein Guthaben vorhanden ist; ansonsten ist ein vorheriges erneutes Aufladen notwendig. Vor allem kleinere Beträge können so rasch und problemlos damit beglichen werden, ohne dass jede Annahmestelle ständig vernetzt sein muss.

## Internationale Übersicht
Elektronische Geldbörsen gibt es in vielen Ländern meist als Gemeinschaftsprodukte der jeweiligen Geldinstitute – so auch in Deutschland (GeldKarte und girogo), Österreich (Quick) und der Schweiz (Cash). Es handelt sich bei diesen Produkten um drei unterschiedliche Systeme, die nicht miteinander kompatibel sind. In Deutschland, Österreich und der Schweiz befinden sich die Elektronischen Geldbörsen primär auf den Girokonto-Debitkarten der Banken. Ebenso werden auch „reine“ Elektronische Geldbörsen-Karten (White Card) angeboten.
Mangels internationaler Spezifikationen und Standards gibt es heute zusätzlich zu den drei genannten Elektronischen Geldbörsen in Deutschland, Österreich und der Schweiz einen Systemwildwuchs.
Wegen der Systemvielfalt und der damit einhergehenden Inkompatibilität sind grenzüberschreitende Transaktionen meist nicht möglich und daher auch nicht vorgesehen.
Eine Vielzahl von Kartensystemen haben sich auf dem Markt nicht durchsetzen können und sind wieder eingestellt worden. Ein Beispiel ist die deutsche PayCard.
- Belgien: Proton
- Finnland: Avant
- Frankreich: Moneo (1999–2015)
- Hongkong: Octopus-Karte
- Italien: Minipay
- Japan: Zwei konkurrierende Systeme, beide berührungslos und auch in das Mobiltelefon integrierbar – Suica und Edy
- Luxemburg: Minicash
- Niederlande: Chipknip (1998–2014)
- Österreich: Quick (1996–2017)
- Portugal: MEP
- Schweden: Cash (1997–2004)
- Schweiz: Cash (1996–2013), Twint
- Spanien: Monedero 4B
- Taiwan: Easycard

- International: Mondex, Visa Cash